# Annidion pulcherrimum
Annidion pulcherrimum är en insektsart som beskrevs av George Willis Kirkaldy 1905. Annidion pulcherrimum ingår i släktet Annidion och familjen dvärgstritar. Inga underarter finns listade i Catalogue of Life.